# 羅斯科 (明尼蘇達州)
羅斯科（英語：Roscoe）是一個位於美國明尼蘇達州斯特恩斯縣的城市。

## 歷史
羅斯科得名自一鐵路公司老闆。原名宰恩（Zion），1914年改為現稱。羅斯科的郵局於1865年成立，其後於1995年停運。

## 人口
根據2020年美國人口普查的數據，羅斯科的面積為1.60平方千米，皆為陸地。當地共有人口130人，而人口密度為每平方千米81人。